# Iyo Sky
Masami Odate (* 8. Mai 1990 in Kamakura, Kanagawa, Japan), bekannt unter ihren Ringnamen Iyo Sky und Io Shirai, ist eine japanische Wrestlerin. Sie steht derzeit bei der WWE unter Vertrag und tritt regelmäßig in deren Show RAW auf. Ihr bislang größter Erfolg ist der WWE Women’s Championship, welchen sie bei Wrestlemania 40 an Bayley verlor. Außerdem war sie Trägerin des NXT Women’s Championship sowie zweimalig WWE Women’s Tag Team Champion, gemeinsam mit Dakota Kai.

## Wrestling-Karriere

### Free Agent (2007–2011)
Odate gab ihr professionelles Wrestling-Debüt am 4. März 2007. Zum Zeitpunkt ihres Debüts war sie erst 16 Jahre alt und arbeitete in Teilzeit, während sie die High School besuchte. Nach ihrem Abschluss begann sie hauptberuflich als professionelle Wrestlerin zu arbeiten. Am 19. Oktober 2008 debütierte Shirai für eine der größten professionellen Wrestling Promotions Japans, All Japan Pro Wrestling. Am 29. April gewann sie zusammen mit ihrer älteren Schwester Mio Shirai (* 1988) ihre erste Championship. Am 23. Dezember verloren die Shirai-Schwestern die TLW World Young Women’s Tag Team–Championship gegen Misaki Ohata und Moeka Haruhi. Über die Zeit trat sie noch in anderen diversen Promotions auf der Welt auf, unter anderem auch in Mexiko.

### World Wonder Ring Stardom (2011–2018)
Ihr Debüt bei der Promotion gab sie am 14. August 2011. Sie tat sich mit Nanae Takahashi zusammen und besiegte Yoko Bito und Yuzuki Aikawa. Über die Zeit bei dieser Promotion gewann sie mehrere Titel und Turniere. Am 29. Mai 2018 gab Stardom bekannt, dass Shirai nach ihrem letzten Kampf die Promotion verlassen wird.

### World Wrestling Entertainment (seit 2017)

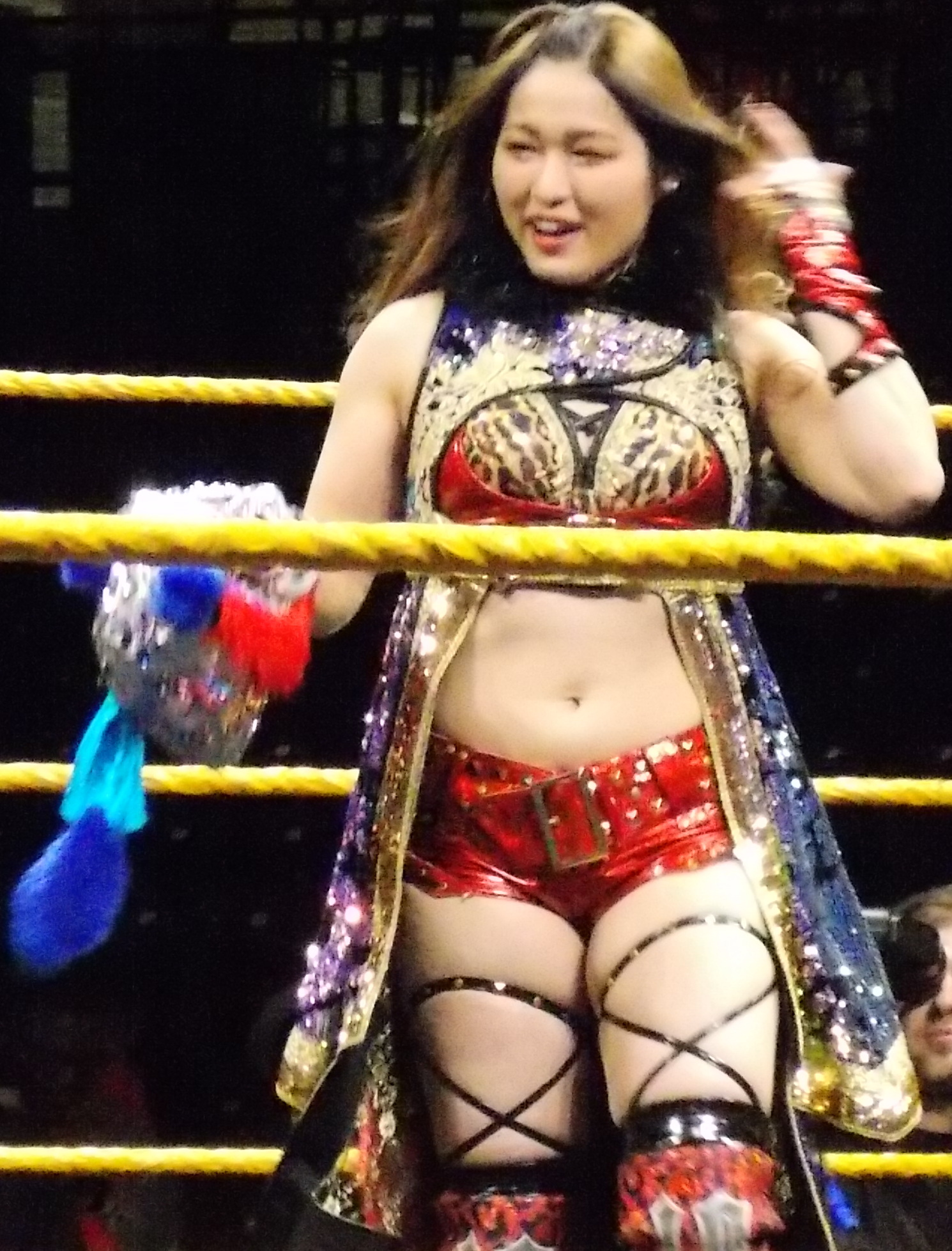
Io Shirai 2019

Im Oktober 2016 berichtete der Wrestling Observer Newsletter, dass sowohl Shirai als auch Kairi Hojo von der WWE kontaktiert worden waren und Vertragsangebote bekommen haben. Berichten zufolge hatte Shirai das Management von Stardom darüber informiert, dass sie das Angebot annehme. Im März 2017 nahm Shirai an einem Tryout im WWE Performance Center teil. Ihr Test sollte nicht an die Öffentlichkeit gehen, aber aufgrund eines Kommunikationsproblems wurde sie auf der offiziellen WWE Website in einem Artikel vorgestellt, der kurz darauf entfernt wurde. Am 15. Mai 2017 berichtete Dave Meltzer vom Wrestling Observer Newsletter, dass Shirai das Vertragsangebot von WWE angenommen hatte. Aufgrund einer Nackenverletzung verzögerte sich ihr Debüt. Es kam zu der Rücknahme des Vertragsangebots, nachdem festgestellt worden war, dass sie auch ein Problem mit dem Herzen hat.
Ihren ersten offiziellen Auftritt für WWE hatte sie am 30. Juni 2018 bei einer Live Show in Japan. Hier wurde bekannt gegeben, dass sie nun offiziell ein Teil der WWE sei. Im Juli wurde bekannt gegeben, dass Shirai am Mae Young Classic Turnier teilnehmen wird. Sie erreichte das Finale, verlor aber gegen Toni Storm. Bei ihrem ersten Auftritt für NXT debütierte Shirai am 17. November 2018 beim NXT TakeOver: WarGames-Event. Sie bildete ein Tag Team mit Kairi Sane namens The Sky Pirates, während dieser Zeit errang das Team diverse Siege. Das Team löste sich auf, nachdem Sane ins Main Roster berufen wurde.
Anschließend startete sie eine Fehde mit Shayna Baszler, Jessamyn Duke und Marina Shafir. Während dieser Fehde bekam sie eine Chance auf die NXT Women’s Championship, den Titel konnte sie jedoch nicht gewinnen. Am 23. November 2019 nahm sie am ersten WarGames Match der Frauen teil, dieses konnte sie jedoch mit ihrem Team nicht gewinnen. Am 7. Juni 2020 gewann sie bei NXT TakeOver: In Your House den NXT Women’s Championship in einem Triple Threat Match gegen Rhea Ripley und Charlotte Flair.
Bei NXT TakeOver: WarGames IV am 6. Dezember 2020, bestritt sie zusammen mit Ember Moon, Rhea Ripley und Shotzi Blackheart ein War Games-Match, das sie verlor. Ihre Regentschaft als NXT Women’s Championesse hielt 304 Tage und verlor den Titel am 7. April 2021 bei NXT TakeOver: Stand and Deliver an Raquel González. Am 6. Juli 2021 gewann sie zusammen mit Zoey Stark die NXT Women’s Tag Team Championship. Hierfür besiegten sie Candice LeRae und Indi Hartwell. Die Regentschaft hielt 112 Tage und verloren die Titel am 26. Oktober 2021 an Toxic Attraction Gigi Dolan und Jacy Jayne.
Am 22. März 2022 gewann sie zusammen mit Kay Lee Ray das Finale der Women’s Dusty Rhodes Tag Team Classic. Somit sicherte sie sich ein Chance auf die NXT Women’s Championship. Das Match um den Titel erhielt sie am 2. April 2022 bei NXT Stand & Deliver (2022), dies konnte sie jedoch nicht gewinnen. Am 5. Juni 2022 wurde bekannt gegeben, dass sie wegen einer unbekannten Verletzung ausfällt.
Am 30. Juli 2022 gab sie ihr Debüt im Main Roster, nach dem sie beim SummerSlam 2022 auftrat. Dort erhielt sie den Ringnamen Iyo Sky. Am 1. August 2022 trat sie zusammen bei Raw mit Bayley und Dakota Kai als Team auf und attackierten Becky Lynch. Am 29. August 2022 standen sie im Turnierfinale, um die neuen Titelträger der WWE Women’s Tag Team Championship zu ermitteln, dieses verloren sie jedoch gegen Raquel González und Aliyah. Am 12. September 2022 bei der Raw-Ausgabe traten sie erneut um die Titel an, diesmal besiegten sie Gonzáles und Aliyah. Die Regentschaft hielt 49 Tage und verloren die Titel am 31. Oktober 2022 an Alexa Bliss und Asuka. Die Titel konnten sie jedoch am 5. November 2022 bei Crown Jewel (2022) zurückgewinnen. Die Regentschaft hielt 114 Tage und verloren die Titel am 27. Februar 2023 an Becky Lynch und Lita.
Am 28. April 2023 wurde sie zu SmackDown gedraftet. Am 1. Juli 2023 gewann sie bei Money in the Bank 2023, das Money in the Bank Ladder Match, hierfür besiegte sie Zelina Vega, Becky Lynch, Zoey Stark, Bayley und Trish Stratus. Am 5. August 2023 löste sie beim SummerSlam (2023) ihren Money in the Bank Koffer ein. Dadurch gewann sie die WWE Women’s Championship, nachdem sie Bianca Belair besiegte. Den Titel verlor Iyo Sky bei WrestleMania XL an Bayley. Im Rahmen des WWE Draft 2024 wurde Sky zusammen mit dem Rest von Damage CTRL zu Raw gedraftet. Im Mai nahm Sky am Queen of the Ring-Turnier teil und besiegte Natalya in der ersten Runde und Shayna Baszler im Viertelfinale, verlor jedoch im Halbfinale gegen Lyra Valkyria.

#### Faceturn (2024-heute)
Sky wurde in der Raw-Folge vom 29. Juli zusammen mit dem Rest von Damage CTRL zum ersten Mal im Roster als Face aufgeführt, als sie eine Fehde mit dem neu gegründeten Pure Fusion Collective begannen, das aus Shayna Baszler, Zoey Stark und Sonya Deville bestand, wobei letztere nach einer Verletzung zurückkehrte. In den nächsten Monaten begann Sky, mit Sane zusammenzuarbeiten, während Asuka und Kai sich von ihren Verletzungen erholten. In der Raw-Folge vom 14. Oktober konnten Sky und Sane die WWE Women's Tag Team Championship nicht von Bianca Belair und Jade Cargill gewinnen, nachdem sie von den Meta-Four von NXT (Jakara Jackson und Lash Legend) abgelenkt worden waren.
Bei Crown Jewel konnten Sky und Sane die Titel nicht gewinnen, doch in der folgenden Raw-Folge gewann Sky eine Battle Royal, indem sie zuletzt Lyra Valkyria eliminierte und damit die Nr. 1-Anwärterin auf die Women's World Championship wurde. Bei den Survivor Series WarGames am 30. November besiegten Sky, Bayley, Belair, Naomi und Rhea Ripley The Judgment Day (Liv Morgan und Raquel Rodriguez), Nia Jax, Tiffany Stratton und Candice LeRae in einem WarGames-Match. Doch Beim Saturday Night's Main Event am 14. Dezember konnte Sky Morgan den Titel nicht abnehmen.
Am 1. Februar 2025 nahm Sky als erste Teilnehmerin am Women's Royal Rumble teil. Sie eliminierte Sonya Deville, wurde jedoch von Nia Jax nach 1:06:45 Minuten eliminiert. Sie brach Bayleys Rekord aus dem Jahr 2024, der jedoch noch am selben Abend von Liv Morgan (1:07:00) und Roxanne Perez (1:07:47) gebrochen wurde. In der Raw-Folge vom 3. März besiegte Sky Ripley und gewann die Women's World Championship. Dieser Sieg machte Sky zur siebten Grand-Slam-Siegerin und zur zehnten Triple-Crown-Siegerin der WWE. Sky war außerdem die erste Wrestlerin, die in Japan und Amerika Grand-Slam-Champion wurde.
In der zweiten Nacht von WrestleMania 41 besiegte Sky Rhea Ripley und Bianca Belair in einem Triple-Threat-Match und verteidigte den Titel. Dave Meltzer vom Wrestler Observer Newsletter bewertete das Match mit fünf Sternen, das erste Frauenmatch in der WWE-Geschichte, das diese Bewertung erreichte. Bei Evolution am 13. Juli stand sie im Mainevent gegen Rhea Ripley, wo sie den Championtitel allerdings durch das Eingreifen von Naomi, die ihren Money in the Bank-Vertrag einlöste, verlor. Das darauffolgende Triple Threat-Match beim Summerslam 2025 am 3. August entschied ebenso Naomi.

## Titel und Auszeichnungen
- World Wrestling Entertainment
  - NXT Women’s Championship (1×)
  - WWE Women’s Championship (1×)
  - Women’s World Championship (1×)
  - NXT Women’s Tag Team Championship (1×) mit Zoey Stark
  - WWE Women’s Tag Team Championship (2× mit Dakota Kai)
  - Money in the Bank (Women’s 2023)
  - Dusty Rhodes Women’s Tag Team Classic (mit Kay Lee Ray 2022)
  - NXT Year-End Award (Future Star of NXT) (2018)
  - NXT Year-End Award (Female Competitor of the Year) (2020)
  - NXT Year-End Award (Overall Competitor of the Year) (2020)

- JWP Joshi Puroresu
  - 5th Junior All Star Photogenic Award (2007) mit Mio Shirai

- Pro Wrestling Wave
  - TLW World Young Women’s Tag Team Championship (1×) mit Mio Shirai
  - Captain’s Fall Six Person Tag Team Tournament (2009) mit Gami & Mio Shirai
  - TLW World Young Women’s Tag Team Tournament (2009) mit Mio Shirai

- Tokyo Sports
  - Joshi Puroresu Grand Prize (2015–2017)

- World Wonder Ring Stardom
  - Artist of Stardom Championship (6×)
  - Goddess of Stardom Championship (1×) mit Mayu Iwatani
  - High Speed Championship (1×)
  - SWA World Championship (1×)
  - Wonder of Stardom Championship (2×)
  - World of Stardom Championship (2×)
  - 5 Star GP (2014)
  - Artist of Stardom Championship Tournament (2017) mit AZM & HZK
  - Goddess of Stardom Championship Tournament (2015) mit Mayu Iwatani
  - Goddesses of Stardom Tag Tournament (2015) mit Mayu Iwatani
  - Red Belt Challenger Tournament (2013)
  - SWA World Championship Tournament (2016)
  - First Grand Slam Champion
  - 5 Star GP Best Match Award (2015)
  - 5 Star GP Technique Award (2013 & 2017)
  - Best Match Award (2015)
  - Best Match Award (2016)
  - Best Match Award (2018)
  - Best Tag Team Award (2015) mit Mayu Iwatani
  - MVP Award (2013, 2014 & 2016)
  - Outstanding Performance Award (2017)

- Andere Titel
  - Americas World Mixed Tag Team Championship (1×) mit Nosawa

- Pro Wrestling Illustrated
  - Nummer 4 der Top 50 Wrestlerinnen in der PWI der Frauen in 2018
  - Nummer 8 der Top 100 Wrestlerinnen in der PWI der Frauen in 2019